# Терюха (деревня)
Терюха́ (бел. Церуха́) — деревня в Гомельском районе Гомельской области Республики Беларусь. Административный центр Терюхского сельсовета.

## География
Село расположено в 25 км на юг от Гомеля, в 7 км от железнодорожной станции Терюха, на линии Гомель — Чернигов.

### Гидрография
На реке Терюхе (притоке реки Сож). Рядом расположены озеро Качье (бел. Качча), ста́рики рек Сож, Казара, Кожеев.

### Транспортная сеть
Транспортная связь по автомобильной дороге М8 Гомель — Чернигов (трасса Е95 Санкт-Петербург — Одесса).

## История
Археологами обнаружены курганы (30 насыпей) железного века. Эта находка свидетельствует о заселении данного места с древних времён.
Согласно письменным источникам деревня известна с XVIII века как деревня в Речицком повете Минского воеводства Великого княжества Литовского. После 1-го раздела Речи Посполитой (1772 год) в составе Российской империи. С 1775 году деревня находилась во владении фельдмаршала графа П.А. Румянцева-Задунайского. С 1834 года владение фельдмаршала графа И.Ф. Паскевича. В 1816 году в Климовской экономии Гомельского имения. С 1830 года работали мельница и сукноваляльня, с 1833 года — пилорама. В 1850 году рядом прошла дорога Санкт-Петербург — Киев. В 1867 году возведена деревянная Георгиевская церковь. В 1885 году работали водяная и ветряная мельницы, постоялый двор. В 1897 году хлебозапасный магазин, школа грамоты, 4 ветряные мельницы, 3 круподробилки, 2 маслобойни, кузница. В 1909 году в Дятловичской волости Гомельского уезда Могилёвской губернии.
В 1926 году действовали врачебный и ветеринарный пункты, почтовый пункт, начальная школа, лавка.
С 8 декабря 1926 года по 16 июля 1954 года и с 11 января 1973 года центр Терюхского сельсовета Дятловичского, с 4 августа 1927 года Гомельского, с 10 февраля 1931 года по 16 июля 1954 года Тереховского, и с 11 июля 1973 года Гомельского районов Гомельского (до 26 июля 1930 года) округа, с 20 февраля 1938 года Гомельской области.
В 1930 году организован колхоз «Социализм». Работали паровая мельница, лесопилка, круподробилка, бондарная артель, циркулярная пила, кузница.
Во время Великой Отечественной войны 27 сентября 1943 года оккупанты сожгли деревню и убили 42 мирных жителя. Освобождена 28 сентября 1943 года. В боях возле деревни погибли 274 солдата 37-й гвардейской дивизии 19-го стрелкового корпуса 65-й армии Центрального фронта. Среди погибших был Герой Советского Союза А.Д. Вологин. На фронтах погибли 96 жителей деревни.
В 1959 году центр колхоза «Социализм», в который входили также Шутовка, Терешковичи. Размещаются средняя школа (в 1996 году построено новое кирпичное здание), библиотека, детский сад-ясли, отделение связи, кафе, 2 магазина.
В школе с 1963 года действует музей.

## Описание
В деревне 270 жилых домов (2004 год). Планировка состоит из коротких улиц и переулков, которые создают 2 квартала. К ним примыкают 2 улицы. Застройка двухсторонняя, дома преимущественно деревянные, усадебного типа. В 1987 году построены 50 кирпичных домов коттеджного типа, в которые были переселены жители с загрязнённых после катастрофы на Чернобыльской АЭС территорий. В 2010 году построено около 100 новых домов и 2 многоквартирных дома.

## Население

### Численность
- 2004 год — 270 дворов, 783 жителя

### Динамика
- 1773 год — 20 дворов
- 1798 год — 178 жителей
- 1816 год — 47 дворов, 217 жителей
- 1834 год — 54 двора, 460 жителей
- 1885 год — 112 дворов, 669 жителей
- 1897 год — 147 дворов, 894 жителя (согласно переписи)
- 1909 год — 182 двора, 1174 жителя
- 1926 год — 239 дворов
- 1959 год — 834 жителя (согласно переписи)
- 2004 год — 270 дворов, 783 жителя

## Улицы
- Вологина
- Кооперативная
- Красноармейская
- Новая
- Победы
- Пушкина
- Советская
- Стахановская (ст. назв. Колбуховка)

## Культура
- Музей боевой и трудовой славы ГУО "Терюхская средняя школа" (2005)[3]. Размещены экспозиции: "Великая Отечественная война в судьбах жителей деревни Терюха", "Этнографический раздел", "Летопись деревни Терюха", "История Терюхской школы", экспозиция, посвящённая расследованию уголовного дела о геноциде белорусского народа в годы Великой Отечественной войны и послевоенное время".

## Достопримечательность
- Братская могила советских воинов и жертв фашизма (1943)[4] —  Историко-культурная ценность Республики Беларусь, шифр 313Д000225.
- Мемориальная доска на доме, в котором жил с 1951 года по 1997 год писатель Иван Шамякин.
- Мемориальная доска в память о погибших жителях деревни[5].

## Известные уроженцы
- Ермаков, Василий Петрович (1845—1922) — российский математик, член-корреспондент Петербургской АН, с 1899 года заслуженный профессор.